# بويز II مين
بويز II مين فرقة أمريكية تغني الآر أند بي اشتهرت في غناء الأغاني العاطفية بعضها من دون الآلات الموسيقية (آ كابيلا)، وهي أحد أكثر الفرقا التي تغني الآر أند بي نجاحاً في كل الأوقات، حيث باعت أكثر من 60 مليون ألبوم في جميع أنحاء العالم،  وجدت فرقة بويز II مين الشهرة في تسعينيات القرن العشرين أثناء تعاقدها مع تسجيلات موتاون، وفي عام 2003 ترك الفرقة العضو مايكل ميكيري بسبب مشاكل صحية، وحاليا يتكون الفريق من ثلاث أعضاء وهي متعاقدة مع تسجيلات ديكا. فازت الفرقة بأربع جوائز غرامي في التسعينات، وترشحت لثلاث من هذه الجوائز في عام 2009.

## روابط خارجية
- بويز II مين على موقع IMDb (الإنجليزية)
- بويز II مين على موقع الموسوعة البريطانية (الإنجليزية)
- بويز II مين على موقع ميوزك برينز (الإنجليزية)
- بويز II مين على موقع رولينغ ستون (الإنجليزية)
- بويز II مين على موقع أول ميوزيك (الإنجليزية)
- بويز II مين على موقع ديسكوغز (الإنجليزية)